# Tell Jemdet Nasr
Tell Jemdet Nasr (en árabe: جمدة نصر‎) es un yacimiento arqueológico ubicado en un montículo ubicado a 100 km al sur de Bagdad en la gobernación de Babilonia (Irak). Es más conocido como el homónimo yacimiento característico para el periodo Jemdet Nasr (3100-2900 a. C.). El sitio fue excavado por primera vez en 1926 por Stephen Langdon, quien encontró tabletas de arcilla proto-cuneiformes en un gran edificio de adobe que se cree que es el antiguo centro administrativo del sitio.  Una segunda temporada tuvo lugar en 1928. Una tercera se realizó en los años 1988 a 1989. La segunda guerra del golfo pérsico paralizó nuevos proyectos de excavación. La ciudad alcanzó su mayor extensión durante el período Jemdet Nasr. El sitio también estuvo ocupado durante los períodos Ubaid, Uruk y dinástico arcaico.  
El pobre registro de los hallazgos de las primeras excavaciones en la década de 1920 no permite datarlas correctamente por métodos estatigráficos, por lo cual el método por el que se datan los objetos es la seriación y la comparación con otros yacimientos mejor al registrados.

## Excavación
En 1925, el equipo que estaba excavando en Kish recibió informes de que los lugareños habían encontrado tabletas de arcilla y cerámica pintada en un sitio llamado Jemdet Nasr, a unos 26 km noreste de Kish. Visitaron el sitio y decidieron que era necesaria una excavación.  
En 1926 tuvo lugar la primera temporada de excavación en Jemdet Nasr, dirigida por Stephen Langdon, profesor de Asiriología en la Universidad de Oxford y director de las excavaciones en Kish. La excavación duró más de un mes y empleó entre 12 y 60 trabajadores. Langdon no era un arqueólogo profesional, su trabajo era de poca calidad incluso para los estándares de su tiempo (tiempos donde Leonard Woolley escavaba Ur). Su mantenimiento de registros era pobre por lo que se perdió información sobre los puntos exactos de hallazgo de artefactos, incluidas las tabletas. Excavó un gran edificio de adobe en el que se encontró una gran colección de tabletas de arcilla proto-cuneiforme.  Los hallazgos de esta temporada fueron repartidos entre el Museo Nacional de Irak en Bagdad, el Museo Ashmolean en Oxford y el Museo Field en Chicago; los dos últimos copatrocinadores de las excavaciones en Kish y Jemdet Nasr.
En 1928 se organizó una segunda temporada de excavaciones, que duró entre el 13 y el 22 de marzo. Fue dirigida por L.Ch. Watelin, el entonces director de campo en Kish. Esta vez, se emplearon unos 120 trabajadores. Watelin tampoco mantuvo registros de sus excavaciones en el sitio, pero de las pocas notas que sobreviven parece haber estado cavando en la misma área que Langdon.
En 1988 y 1989, se llevaron a cabo otras dos excavaciones dirigidas por el arqueólogo británico Roger Matthews. Los objetivos de la temporada de 1988 eran llevar a cabo un estudio arqueológico del sitio, volver a escavar el gran edificio en el Montículo B que había sido previamente mal excavado por Langdon, y explorar un edificio visible en la superficie del Montículo A. Durante la temporada de 1989, nuevamente dirigida por Matthews, se construyó una casa de excavación en el sitio. La investigación se centró en el Montículo B con el objetivo de explorar más a fondo la antigua ocupación en esa área. No se realizó ningún trabajo en el Montículo A. Planificaron otras temporadas de excavación que no se realizaron por el estallido de la Guerra del Golfo en 1990. No se han realizado trabajo de campo en el sitio desde entonces.
La importancia de los hallazgos en Jemdet Nasr se reconoció inmediatamente después de las excavaciones de la década de 1920. Durante una conferencia en Bagdad en 1930, el período Jemdet Nasr se insertó en la cronología mesopotámica entre el período Uruk y el período dinástico arcaico, siendo Jemdet Nasr el yacimiento característico epónimo. Desde entonces, las características de este período han sido atestiguadas en otros sitios en el centro-sur de Irak, incluidos Abu Salabikh, Fara, Nippur, Ur y Uruk . Su periodo homónimo se extiende desde el 3100 a. C. al 2900 a. C.

## Jemdet Nasr y su entorno.
El nombre Jemdet Nasr se traduce como "Pequeño montículo de Nasr", llamado así por un jeque a principios del siglo XX. Jemdet Nasr se encuentra en la actual gobernación de Babilonia, en el centro de Irak, en el antiguo sur de Mesopotamia. Antes de la implementación del proyecto de riego de Musaiyib en la década de 1950, el sitio se encontraba en una zona semidesértica. Hoy, el sitio está ubicado en un área irrigada para la agricultura. El tell consta de dos montículos, A y B, que se encuentran adyacentes entre sí. El Montículo A mide 160 x 140 metros, de altura tiene 2.9 metros, con una superficie total de 1,5 hectáreas . El montículo B, ubicado adyacente al noreste de A, mide 350 x 300 metros; mide 3,5 metros de altura y abarca un área de 7,5 hectáreas.

## Historia de ocupación
Se considera que la zona empezó a habitarse desde el período Ubaid, manteniéndose habitada hasta el período Dinástico Arcaico I. La ocupación Ubaid del sitio no se ha explorado a través de la excavación pero se infiere de la cerámica que data de ese período, hoces de arcilla y un fragmento de un cono de arcilla, que se encuentra en la superficie del montículo A. Tanto la década de 1920 como así como las excavaciones de la década de 1980 han dado como resultado cantidades considerables de cerámica del período Uruk Medio (mediados del cuarto milenio antes de Cristo). Parece que durante este período, los montículos A y B estuvieron ocupados. Durante el período Uruk Tardío (fines del 4.º milenio antes de Cristo), debe haber existido un asentamiento extenso en el Montículo B, pero su naturaleza es difícil de determinar debido a la falta de registros arqueológicos producto de la mala excavación.
El asentamiento del período Jemdet Nasr (3100–2900 a. C.) se extendió sobre un área de 4 a 6 hectáreas del Montículo B. Alrededor de 0,4 hectáreas los ocupaba el gran edificio de adobe que fue excavado por Langdon, y donde se encontraron las tabletas de arcilla.  
Alrededor de este edificio, se encontraron hornos para cocer cerámica y hornear pan, y otras artesanías. Muchas de estas artesanías, y también la producción agrícola, fueron registradas en las tabletas proto-cuneiformes, lo que indica que gran parte de la economía estaba controlada y administrada centralmente. En los textos de Jemdet Nasr, aparece el término "SANGA AB", que puede referirse a un alto funcionario. Probablemente el edificio fue destruido por el fuego. No hay evidencia de contactos comerciales de largo alcance; no se encontraron piedras preciosas u otros materiales exóticos. Sin embargo, la homogeneidad de la cerámica que es típica del período Jemdet Nasr sugiere que los contactos regionales fueron intensivos. Esta idea se ve reforzada por el hallazgo de tabletas selladas de Jemdet Nasr que enumeran una serie de ciudades en el sur de Mesopotamia, incluidas Larsa, Nippur, Ur, Uruk y Tell Uqair.
Después de la destrucción del edificio principal de Jemdet Nasr, la ocupación del sitio parece haber continuado ininterrumpidamente, ya que las formas de cerámica muestran una transición gradual de las formas del periodo Jemdet Nasr al dinástico arcaico I. Al menos un edificio de este período se ha excavado en el Montículo B. Según la distribución de la cerámica dinástica temprana en la superficie, el asentamiento parece haber sido más pequeño que durante el período Jemdet Nasr. Una sola tumba dinástica temprana I fue encontrada en el Montículo A, pero no hubo más evidencia de ocupación durante este período. El edificio que era visible en la superficie del montículo probablemente era una fortaleza parta, pero debido a la falta de cerámica bien datada de esta área, esta datación no pudo determinarse.

## Cultura material
El elemento más destacado descubierto en el yacimiento fueron las tablillas proto-cuneiformes. Además de ellas, Jemdet Nasr ganó fama por su cerámica policroma y monocroma. Pocas vasijas presentan motivos geométricos y representaciones de animales, como pájaros, peces, cabras, escorpiones, serpientes y árboles. Estas vasijas parecen provenir del gran edificio central. La mayoría de la cerámica no estaba decorada. Las formas de alfarería incluían frascos grandes, cuencos, jarras con asa y tazas.
En Jemdet Nasr se han encontrado varios sellos como los rectangulares y los cilíndricos, además de marcas de sellos en tabletas de arcilla. Estilísticamente, estos sellos son una continuación del anterior período de Uruk. Los sellos cilíndricos muestran humanos y animales en un estilo simple. Más de 80 de las tabletas de arcilla tenían un sello, mostrando humanos, animales, edificios, contenedores y diseños más abstractos. Ninguno de los sellos en las tabletas fue hecho por los sellos que se encontraron en el sitio, lo que indica que el sellado se produjo fuera de Jemdet Nasr o que los sellos podrían estar hechos de materiales perecederos. Un sello, que se encuentra en trece tabletas, enumera los nombres de varias ciudades que rodean Jemdet Nasr, incluidas Larsa, Nippur, Ur y Uruk.
El pobre registro de los hallazgos de las primeras excavaciones en la década de 1920 no permite datarlas correctamente por métodos estatigráficos, por lo cual el método por el que se datan los objetos es la seriación y la comparación con otros yacimientos mejor al registrados.
Muchos de los objetos encontrados durante la década de 1920 podrían datarse desde el período Uruk hasta el período dinástico arcaico I. 
Se encontraron pocos objetos de cobre. Estos incluían una azuela, un anzuelo y un pequeño colgante en forma de ganso. Hasta ahora no se ha encontrado 
Se encontró un tipo particular de recipiente de piedra con asas salientes y un borde decorado con rectángulos que no se ha encontrado en ningún otro sitio. La función de una serie de piedras planas pulidas incisas con líneas que forman una cruz es incierta, pero se ha sugerido que se usaron como boleadoras, comunes en los sitios del período Uruk. Los objetos de arcilla son muy comunes. Entre estos abundanladrillos de arcilla cocidos, hoces de arcilla, fragmentos de tuberías de drenaje, espátulas, husos y ruedas en miniatura. Las cuentas, los colgantes y figuritas estaban hechas de hueso, concha, piedra, arcilla y frita.

### Textos proto-cuneiformes
Puede que las tabletas de arcilla que recibieron los excavadores de Kish en 1925 no haber sido las primeras en venir de Jemdet Nasr. Ya antes de 1915, un vendedor de antigüedades francés había comprado tabletas que, según los informes, provenían del sitio a través del saqueo. Los vendió en lotes al comerciante francés Dumani Frères, el Louvre y el Museo Británico, mientras que James Breasted los adquirió a Dumani Frères para el Instituto Oriental de Chicago. Se compró otro grupo de tabletas en Kish en la década de 1930 y se afirmó que provenían de Jemdet Nasr, aunque esto es poco probable debido a las diferencias estilísticas entre estas tabletas y las excavadas en Jemdet Nasr en 1926. Parece que durante la primera temporada de excavación regular en 1926, se encontraron entre 150 y 180 tabletas en el Montículo B. Tan torpe fue el registro que es posible que algunas de estas tabletas provengan de las excavaciones de 1928 bajo Watelin. Las tabletas están almacenadas entre en el Museo Ashmolean en Oxford y el Museo Nacional de Irak en Bagdad.  
Las tabletas Jemdet Nasr están escritas en escritura proto-cuneiforme. Se cree que la proto-cuneiforme surgió en la segunda mitad del cuarto milenio a. C. Si bien al principio se caracterizaba por un pequeño conjunto de símbolos que eran predominantemente pictografías, para el período de Jemdet Nasr, ya había una tendencia hacia diseños más abstractos y más simples. También es durante este período que su escritura adquirió su icónica apariencia en forma de cuña. Si bien el idioma en el que se escribieron estas tabletas no se puede identificar con certeza, se cree que fue sumerio. Se han encontrado archivos contemporáneos en Uruk, Tell Uqair y Tutub .
Las tabletas de Jemdet Nasr son principalmente cuentas administrativas; largas listas de objetos, alimentos y animales que probablemente se distribuyeron entre la población desde una autoridad centralizada. Estos textos documentan, entre otras cosas, el cultivo, procesamiento y redistribución de granos, el recuento de rebaños de ganado, la distribución de productos secundarios como cerveza, pescado, frutas y textiles, así como diversos objetos de naturaleza indefinible. Seis tabletas se ocupan del cálculo de las áreas de campo agrícola a partir de mediciones de superficie, siendo este el registro más temprano de tales cálculos.

## Otras lecturas
- Field, Henry (1932), «Human Remains from Jemdet Nasr, Mesopotamia», Journal of the Royal Asiatic Society of Great Britain and Ireland 64 (4): 967-970, doi:10.1017/s0035869x00153766.
- Field, Henry; Martin, Richard A. (1935), «Painted Pottery from Jemdet Nasr, Iraq», American Journal of Archaeology 39 (3): 310-320, doi:10.2307/498618.
- Langdon, Stephen Herbert (1928), The Herbert Weld Collection in the Ashmolean Museum: Pictographic Inscriptions from Jemdet Nasr Excavated by the Oxford and Field Museum Expedition, Oxford Editions of Cuneiform Inscriptions 7, Oxford: Oxford University Press, OCLC 251013706.